# Alice Sombath
Alice Dauphine Sombath (Charenton-le-Pont; 16 de octubre de 2003) es una futbolista francesa. Juega como defensora en el Olympique de Lyon de la Division 1 Féminine de Francia y en la selección sub-20 de Francia.

## Trayectoria
Sombath comenzó su carrera como juvenil en 2011 en el CSOM Arcueil, antes de unirse al Paris FC. Luego fue reclutada por el París Saint-Germain, donde se convirtió en un pilar de las inferiores del club, ganando el Campeonato Nacional Femenino Sub-19 en 2019.
En 2020, pasó a reforzar las filas del Olympique de Lyon. Este fichaje provocó el enfado del director deportivo del PSG, Leonardo. Cuando llegó al Lyon firmó su primer contrato profesional.
A pesar de figurar en la lista de titulares de la final de la Copa de Francia un mes después de su llegada, Sombath se permaneció en el banquillo. Jugó sus primeros partidos de la Division 1 Féminine durante la temporada 2021-2022, incluso siendo titular en la primera fecha.

## Selección nacional
Sombath comenzó su carrera internacional con el combinado sub-16 de Francia cuando ganó el Torneo de Montaigu en 2019. Luego jugó en las clasificatorias para el Campeonato Europeo sub-17 de 2020 (cancelado por la pandemia de COVID-19) y el Campeonato Europeo sub-19 de 2022.

## Estadísticas

### Clubes
| Club              | País    | Año             |
| ----------------- | ------- | --------------- |
| Olympique de Lyon | Francia | 2021 - presente |

## Palmarés

### Títulos nacionales
| Título               | Club              | País    | Año     |
| -------------------- | ----------------- | ------- | ------- |
| Division 1 Féminine  | Olympique de Lyon | Francia | 2021-22 |
| Copa de Francia      | Olympique de Lyon | Francia | 2019-20 |
| Supercopa de Francia | Olympique de Lyon | Francia | 2022    |

### Títulos internacionales
| Título            | Equipo            | Sede   | Año     |
| ----------------- | ----------------- | ------ | ------- |
| Liga de Campeones | Olympique de Lyon | Italia | 2021-22 |

(*) Incluyendo la Selección